# Wiener Neustädter Sparkasse

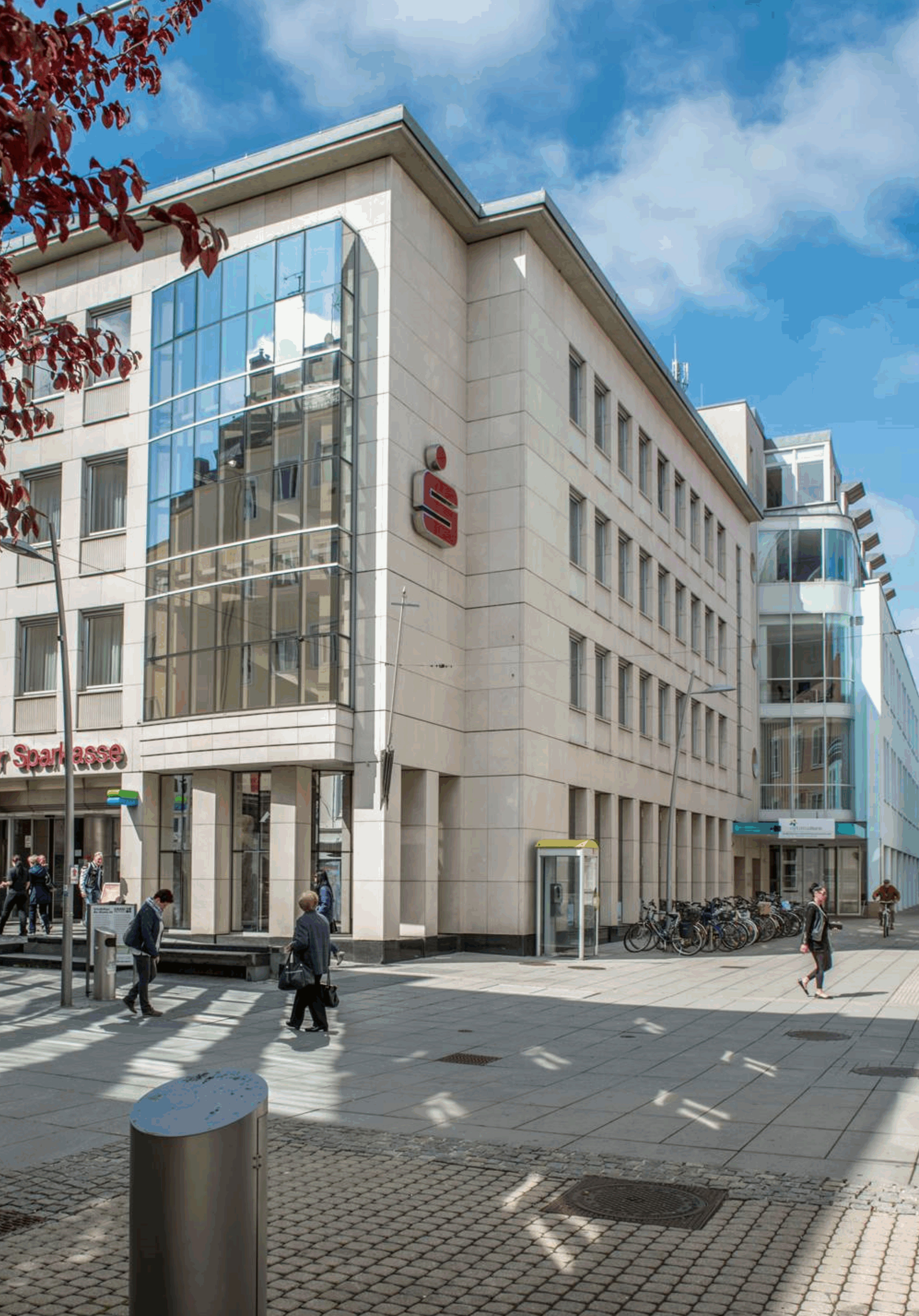
Wiener Neustädter Sparkasse Kundenzentrum Neunkirchner Straße

Die Wiener Neustädter Sparkasse ist ein Bankunternehmen mit Sitz in Wiener Neustadt und Mitglied des Kooperations- und Haftungsverbundes der österreichischen Sparkassen und des Österreichischen Sparkassenverbandes. 1860 gegründet, ist die Wiener Neustädter Sparkasse heute Marktführer in der Region und mit 220 Mitarbeitern auch einer der größten Arbeitgeber in Stadt und Bezirk Wiener Neustadt. Die Wiener Neustädter Sparkasse hat mehr als 64.000 Kunden und 80 % der über 3.300 Kommerzkunden zählen zum Segment der Klein- und Mittelbetriebe.

## Geschichte
Die am Ende des 12. Jahrhunderts gegründete Stadt Wiener Neustadt erlebte Mitte des 19. Jahrhunderts nach einem verheerenden Stadtbrand im Jahr 1834 eine Epoche des wirtschaftlichen Aufschwungs. Die Stadt war seit 1803 mit Wien durch einen eigenen Schifffahrtskanal und ab 1841 durch die Südbahn verbunden. Ab 1854 gab es durch die Fertigstellung des Semmeringbahn auch eine Bahnverbindung mit den südlichen Kronländern der Monarchie. Das förderte industrielle Ansiedlungen, wie die der Wiener Neustädter Lokomotivfabrik, und den Zuzug von Arbeitskräften aus anderen Regionen. Außerdem wurde Wiener Neustadt eine bedeutende Schulstadt.
Kurz nach der Gründung der Sparkasse erhielt die Stadt ein eigenes Statut, was der Stadt eine vom Landesstatthalter, wie damals der Landeshauptmann hieß, autonome Verwaltung ermöglichte. Mit fast 20.000 Einwohnern war sie damals die größte Stadt im heutigen Niederösterreich. Am Beginn der 1860er Jahre begann man mit dem Abtragen der Stadtmauern, an Stelle der Mauern und des breiten Stadtgrabens entstand ähnlich wie in Wien eine Ringstraße mit Prachtbauten im Stil der damaligen Zeit: Schulen, das Kreisgericht und das Krankenhaus. Die Sparkasse sollte sich hier als Bauherr und Mitfinanzier bewähren.
Bereits 1827 hatte der Verein der Ersten österreichischen Spar-Casse in Wiener Neustadt eine Kommandite, also eine Art Zweigstelle eröffnet. Diese war das einzige Kreditinstitut im Viertel unter dem Wienerwald. Dort konnten auch weniger vermögende Bevölkerungsschichten ihre Ersparnisse sicher und verzinst mit einer Dokumentierung auf einem Sparbuch anlegen. Die ärmeren Menschen hatten bis dahin kaum für unsichere Zeiten Rücklagen gebildet und konnten erst durch die Gründung der Sparkassen zum Sparen animiert werden. Zu den Privatbankhäusern in Wien hatten wieder nur die reicheren Bürger Zutritt, dort wurde auch kein Sparverkehr abgewickelt. Diese Kommandite schloss 1843 wieder ihre Pforten, so dass der Ruf nach der Gründung einer eigenen Sparkasse laut wurde. In Niederösterreich wurden zwischen 1842 und 1860 neun Sparkassen gegründet, von denen aber keine im Viertel unter dem Wienerwald lag.

## Gründung
Der offizielle Gründungstag der Wiener Neustädter Sparkasse ist der 25. März 1860, die Geschäftsbetrieb begann am 4. Juli dieses Jahres. Als sich um 1840 abzeichnete, dass die seit 1827 bestehende Kommandite der Erste österreichische Spar-Casse ihren Betrieb einstellen würde, regte deren Ehrenkurator, Wilhelm von Sonnleithner, die Gründung einer eigenen Sparkasse an. Das war aber in diesen Jahren noch sehr schwierig, auch als dies ab 1853 von den Landesstatthaltern empfohlen wurde. Die entscheidende Frage war, ob als Gründer die Stadtgemeinde oder ein Verein von Wohltätern auftreten und das erforderliche Gründungskapital aufbringen sollte. Erst 1858 einigte man sich auf einen Gründerverein. Das Vorbereitungskomitee konnte Statuten erarbeiten, die vom Innenministerium genehmigt wurden. Die 67 Personen dieses Komitees hatten den Großteil des Gründungskapitals von 6680 Gulden (das entspricht heute ca. 68.000 Euro) der Sparkasse geschenkt. Die Gründer waren einige Adelige, großteils waren es Unternehmer, Rechtsanwälte und Geistliche.
In diesen ersten Statuten kann man nachlesen:

„Die Sparkasse zu Wiener Neustadt hat den Zweck, dem Publikum im allgemeinen, und insbesondere dem minderbemittelten Theile desselben die Gelegenheit zur sicheren Aufbewahrung, Verzinsung und allmählichen Vermehrung kleiner Ersparnisse dazubieten, und hiedurch den Geist der Arbeitsamkeit zu wecken, und zu erhalten.“

Das Modell dieser Gründung hat sich im Wesentlichen bis heute nicht verändert. Die Wiener Neustädter Sparkasse ist eine Vereinssparkasse geblieben, das heißt, sie ist eigentümerlos. Die Gewinne werden nicht an Eigentümer ausbezahlt, sondern bleiben in der Sparkasse. An ihrer Spitze stand und steht ein Sparkassenverein, der einen Ausschuss und eine Direktion (heute Sparkassenrat und Vorstand) mit der Führung der Geschäfte betraute. Von Anfang an war die Sparkasse verpflichtet, einen Teil ihres Überschusses für gemeinnützige Zwecke zu verwenden. Die Sicherheit der Einlagen wurde auch durch eine strenge staatliche Aufsicht gewährleistet, die besonders vom Bezirkshauptmann als landesfürstlichen Kommissar (heute Staatskommissar) wahrgenommen wird.
2011 verschmolz die Stadtsparkasse Traiskirchen mit der Wiener Neustädter Sparkasse.

## Gemeinnützige Aktivitäten
Im Sinne des gemeinwohlorientierten Gründungsgedanken fließen von der Wiener Neustädter Sparkasse jährlich rund 370.000 Euro in Form von Spenden, Sponsorings und Partnerschaften in die Region.